# On a volé la cuisse de Jupiter
Série
Tendre Poulet
(1978)
Pour plus de détails, voir Fiche technique et Distribution.
On a volé la cuisse de Jupiter est un film d'aventure comique français coécrit et réalisé par Philippe de Broca, sorti en 1980. Il s'agit de la suite de Tendre Poulet (1978).

## Synopsis
La commissaire française Lise Tanquerelle (Annie Girardot) et Antoine Lemercier (Philippe Noiret) passent leur voyage de noces en Grèce. Ils y font la rencontre de Charles-Hubert Pochet (Francis Perrin), jeune archéologue qui, avec sa femme Agnès (Catherine Alric), fait bientôt une grande découverte : les hanches et les fesses d'une statue d'Aphrodite. La pièce est dérobée. Lorsque le voleur est retrouvé mort, c'est Charles-Hubert Pochet qui est accusé de meurtre avec la complicité d'Antoine Lemercier.

## Fiche technique
Sauf indication contraire, les informations mentionnées dans cette section peuvent être confirmées par la base de données cinématographiques Unifrance,  présente dans la section « Liens externes ».
- Titre original : On a volé la cuisse de Jupiter
- Réalisation : Philippe de Broca, assisté d'Emmanuel Gust
- Scénario : Michel Audiard et Philippe de Broca, d'après les personnages créés par Jean-Paul Rouland et Claude Olivier[1]
- Dialogues : Michel Audiard
- Musique : Georges Hatzinassios (el)
- Décors : Éric Moulard et Mikés Karapipéris
- Costumes : Catherine Leterrier
- Photographie : Jean-Paul Schwartz
- Son : Jean Labussière
- Montage : Henri Lanoë
- Production : Robert Amon, Georges Dancigers et Alexandre Mnouchkine
- Sociétés de production : Les Films Ariane et Mondex Film ; FR3 (coproduction)
- Sociétés de distribution : CCFC-GEF[1]
- Pays d'origine :  France
- Langue originale : français
- Format : couleur (Eastmancolor) – 35 mm – 1,66:1 – Son mono
- Genre : aventure comédie
- Durée : 102 minutes[1]
- Date de sortie : France : 6 février 1980
- Affiche : René Ferracci (France)

## Distribution
- Annie Girardot : Lise Tanquerelle
- Philippe Noiret : Antoine Lemercier
- Francis Perrin : Charles-Hubert Pochet, l'archéologue de la mission Grouillard
- Catherine Alric : Agnès Pochet, la femme de l'archéologue
- Marc Dudicourt : André Spiratos, le commissaire de police grec
- Paulette Dubost : Simone, la mère de Lise Tanquerelle
- Roger Carel : Zacharias, le conservateur du Musée de l'Acropole plus (VF du serveur)
- Anna Gaylor : Germaine, la femme du touriste français
- Gabriel Cattand : le maire au mariage de Lise et Antoine
- Philippe Brizard : Raoul, le touriste français
- Níkos Tsachirídis (el) : Stéphano, le tueur complice d'Hermann Von Blankenberg
- Níkos Dafnís : Aristote Serakis VF Gerard Hernandez
- Vasílis Kolovós (el) : un inspecteur de police grec

Acteurs non crédités :
- Alexandre Mnouchkine : Hermann Von Blankenberg
- Michel Muller : un inspecteur de police à l'arrestation de fredo
- David Gabison : le doyen Lavergne, ami d'Antoine et témoin à son mariage
- Sylvain Lévignac : Fredo
- Eric Vasberg : le chauffeur de la voiture de police à Paris

## Production

### Tournage

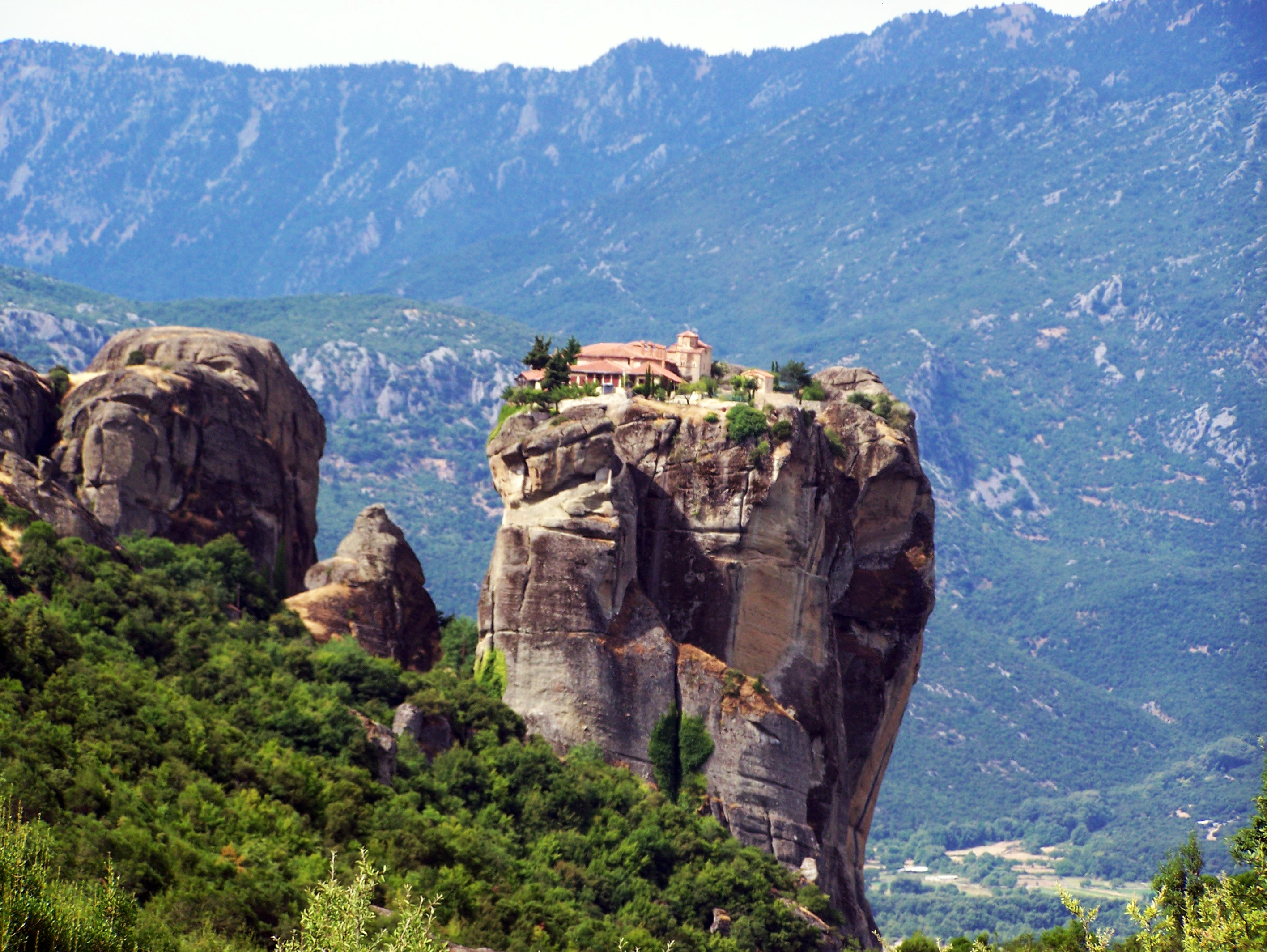
L'un des monastères des Météores sur la route provençale de Météore-Kallithéa.

Le tournage a eu lieu en Grèce, du 3 septembre 1979 au 14 novembre 1979, précisément à Athènes en particulier sur la colline de l'acropole ; à Pélekas et à Sidari sur l'île de Corfou ; à Parga sur la côte ouest ; à Livadiá dans la Béotie et au pied de l'un des monastères des Météores sur la route provinciale de Météore-Kallithéa.
Quant aux scènes d'ouverture, elles ont été tournées à Paris, précisément dans la rue Bréa du 6e arrondissement, où la commissaire Tanquerelle, incarnée par Annie Girardot, attrape les mafieux, et sur la place Jules-Joffrin du 18e arrondissement pour le mariage de Lise Tanquerelle et Antoine Lemercier (Philippe Noiret).
Annie Girardot vit le tournage dans ce cadre idyllique comme des vacances, d'autant plus qu'il s'agit du seul film qu'elle tourne cette année-là, après des années de tournages ininterrompus.

### Musique
La bande originale du film est composée par Georges Hatzinassios (el), éditée en disque 33 tours par Déesse et sortie en 1981.
| 1.    | Générique      | 2:10 |
| 2.    | Valse en l´air | 2:04 |
| 3.    | Meteora        | 1:35 |
| 4.    | Petit village  | 3:14 |
| 5.    | Thème A et C   | 6:15 |
| 6.    | Thème B        | 2:32 |
| 7.    | Sirtaki Parga  | 3:03 |
| 8.    | En dansant     | 3:57 |
| 9.    | Piano Bar      | 1:57 |
| 10.   | Suspense       | 1:53 |
| 11.   | Taverne        | 2:31 |
| 12.   | Camion         | 2:49 |
| 13.   | Le Port        | 2:17 |
| 36:17 |                |      |

## Accueil

### Sortie et box-office
Le film est projeté dans vingt-neuf salles parisiennes, le 6 février 1980. La première semaine compte 130 803 entrées et, durant treize semaines en fin d'exclusivité, 472 580 entrées au total.
Quant à la France entière, il compte 1 598 584 entrées.

### Critique
Jacques Siclier souligne dans le journal Le Monde du 13 février 1980 que « Philippe de Broca a retrouvé un peu de la veine de L'Homme de Rio (1963) dans cette comédie farfelue avec courses-poursuites, beaux paysages, intrigue à rebondissements, exploits acrobatiques. Une mise en scène bien rythmée, un humour fracassant (mais sans surprises) peuvent en assurer le succès commercial. Annie Girardot, Philippe Noiret, Francis Perrin et Catherine Alric sont drôles mais à leurs performances comiques, qui semblent avoir été programmées sur ordinateur, on peut préférer les numéros parodiques de Marc Dudicourt en policier grec, et de Roger Carel en conservateur de musée d'Athènes ».

## Autour du film
L'équipe du film n'était pas la première à tourner dans l'un des monastères des Météores : ils ont servi de décor pour Tintin et le Mystère de la Toison d'or (1961), pour Intervention Delta (Sky Riders de Douglas Hickox (1975) et (plus précisément dans le monastère d'Agía Triáda des Météores) pour le onzième film de la série James Bond, Rien que pour vos yeux  de John Glen (1980).

### Documents
- « On a volé la cuisse de Jupiter », Première, no 33,‎ novembre 1979.
- Emmanuel Decaux, « On a volé la cuisse de Jupiter », Cinématographe, no 56,‎ janvier 1980, p. 47.
- « On a volé la cuisse de Jupiter », Première, no 36,‎ février 1980.
- Christian Bosséno, « On a volé la cuisse de Jupiter », La Revue du cinéma, no 348,‎ mars 1980, p. 44.
- Bruno Duval, « On a volé la cuisse de Jupiter », Cinéma, no 255,‎ avril 1980, p. 97.
- « On a volé la cuisse de Jupiter », Jeune Cinéma, no 126,‎ avril 1980.
- Gilles Gressard, « On a volé la cuisse de Jupiter, de A à Z », Positif, no 229,‎ avril 1980, p. 78.
- André Cornand, « On a volé la cuisse de Jupiter », La Revue du cinéma, no saison 80,‎ octobre 1980, p. 303.
- « On a volé la cuisse de Jupiter », La Revue du cinéma, no 378,‎ décembre 1982, p. 13.